# Arrest Ameva/Van Venrooij
Het arrest Ameva/Van Venrooij (HR 5 februari 1999, NJ 1999/652) is een arrest van de Nederlandse Hoge Raad dat van belang is voor de beoordeling van misbruik van omstandigheden bij de totstandkoming van een overeenkomst, in het bijzonder een overeenkomst tot beëindiging van een arbeidsovereenkomst.

## Casus
Van Venrooij, sinds drie jaar in dienst bij Ameva BV, komt onverwacht terecht in een bespreking met drie vertegenwoordigers van Ameva, waarin hij te horen krijgt dat Ameva de dienstbetrekking met hem wil beëindigen. Tijdens deze bijeenkomst tekent hij een verklaring, waarin hij instemt met de beëindiging van zijn arbeidsovereenkomst. 

## Procesgang
Enkele dagen later protesteert Van Venrooij alsnog tegen de beëindiging.
De kantonrechter meent dat de beëindiging niet met wederzijdse instemming tot stand is gekomen, omdat Van Venrooij niet de tijd had gekregen in vrijheid zijn wil te bepalen.
In hoger beroep oordeelde de rechtbank, dat met de ondertekening door Van Venrooij een duidelijke en ondubbelzinnige rechtshandeling heeft plaatsgevonden, maar dat Van Venrooij zich op vernietigbaarheid van de overeenkomst kon beroepen, op grond van misbruik van omstandigheden door Ameva. Het cassatieberoep van Ameva werd verworpen.

## Rechtsvraag en Hoge Raad
In cassatie is de voorliggende rechtsvraag of er sprake is van misbruik van omstandigheden. Hieromtrent overwoog de Hoge Raad:

dat van een dergelijk misbruik [van omstandigheden]  met name dan sprake zal zijn indien (i) Ameva wist of had moeten begrijpen dat Van Venrooij door bijzondere omstandigheden (zoals bijvoorbeeld afhankelijkheid of onervarenheid) bewogen werd tot het geven van instemming, en (ii) zij (desalniettemin) de instemming van Van Venrooij bevorderde terwijl hetgeen zij wist of had moeten begrijpen haar daarvan had behoren te weerhouden.

Voorts stelde de Hoge Raad, dat hoewel het wetsartikel omtrent misbruik van omstandigheden niet de eis stelt dat de rechtshandeling tot nadeel heeft geleid, de rechtbank het gegeven dat Van Venrooij een voor hem nadelige overeenkomst heeft ondertekend, mede gezien het feit dat Ameva zich in een overwichtspositie bevond, terecht heeft meegewogen bij de beoordeling van misbruik van omstandigheden.